# Congomochtherus oldoydi
Congomochtherus oldoydi là một loài ruồi trong họ Asilidae. Congomochtherus oldoydi được Londt & Tsacas miêu tả năm 1987. Loài này phân bố ở vùng nhiệt đới châu Phi.